# Chan Kin Man
Chan Kin Man (chiń. 陳健文; ur. 17 kwietnia 1953 roku w Makau) – kierowca wyścigowy z Makau.

## Kariera
Chan rozpoczął karierę w wyścigach samochodowych w 2008 roku od startów w dywizji 2 Asian Touring Car Series 2000, gdzie jednak nie zdobywał punktów. W 2010 został zgłoszony do rundy World Touring Car Championship w Makau, jednak nie został dopuszczony do żadnego wyścigu.